# Liste des régions NUTS de Suède
Pour des articles plus généraux, voir Administration territoriale de la Suède et Nomenclature des unités territoriales statistiques.
Les régions NUTS de Suède sont les divisions statistiques en trois niveaux définies par la nomenclature des unités territoriales statistiques du territoire de la Suède.
Le niveau 3 correspond aux comtés suédois, alors que les deux autres niveaux sont propres à Eurostat. Ils suivent le découpage suivant :
- SE1 : Östra Sverige (Suède orientale)
  - SE11 : Stockholm
    - SE110 : Stockholms län (comté de Stockholm)

  - SE12 : Östra Mellansverige (Suède du centre-est)
    - SE121 : Uppsala län (comté d'Uppsala)
    - SE122 : Södermanlands län (comté de Södermanland)
    - SE123 : Östergötlands län (comté d'Östergötland)
    - SE124 : Örebro län (comté d'Örebro)
    - SE125 : Västmanlands län (comté de Västmanland)
- SE2 : Södra Sverige (Suède méridionale)
  - SE21 : Småland och öarna (Småland et les îles)
    - SE211 : Jönköpings län (comté de Jönköping)
    - SE212 : Kronobergs län (comté de Kronoberg)
    - SE213 : Kalmar län (comté de Kalmar)
    - SE214 : Gotlands län (comté de Gotland)

  - SE22 : Sydsverige (Suède du sud)
    - SE221 : Blekinge län (comté de Blekinge)
    - SE224 : Skåne län (comté de Skåne)

  - SE23 : Västsverige (Suède de l'ouest)
    - SE231 : Hallands län (comté de Halland)
    - SE232 : Västra Götalands län (comté de Västra Götaland)
- SE3 : Norra Sverige (Suède septentrionale)
  - SE31 : Norra Mellansverige (Suède du centre-nord)
    - SE311 : Värmlands län (comté de Värmland)
    - SE312 : Dalarnas län (comté de Dalarna)
    - SE313 : Gävleborgs län (comté de Gävleborg)

  - SE32 : Mellersta Norrland (Norrland du centre)
    - SE321 : Västernorrlands län (comté de Västernorrland)
    - SE322 : Jämtlands län (comté de Jämtland)

  - SE33 : Övre Norrland (Norrland du nord)
    - SE331 : Västerbottens län (comté de Västerbotten)
    - SE332 : Norrbottens län (comté de Norrbotten)